# Staatspolizei (Lettland)
Die Staatspolizei Lettlands (lettisch Latvijas Valsts policija ‚Lettische Staatspolizei‘) ist der nationale Polizeidienst der Strafverfolgungsbehörde, auch Ermittlungsbehörde, der Republik Lettland. Sie ist Teil der staatlichen Exekutive und untersteht direkt dem Lettischen Innenministerium. Die Lettische Staatspolizei gliedert sich in fünf Regionalverwaltungen (Riga, Kurzeme, Latgale, Vidzeme, Zemgale). Ihr Chef ist seit 13. Oktober 2020 General Armands Ruk.

## Geschichte

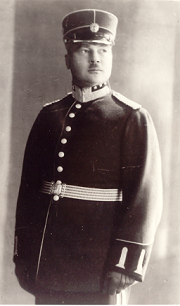
Lettischer Polizist im Jahre 1931

Gründungstag der lettischen Polizei ist der 5. Dezember 1918, als die Übergangsregierung der neu proklamierten Republik Lettland, der Lettische Volksrat, die einstweilige Verordnung über die Organisation der inneren Sicherheit (Pagaidu noteikumi par iekšējās apsardzības organizēšanu) in Kraft setzte. Das Datum wird heute in Lettland als Tag der Polizei gefeiert.
Aufgrund des anhaltenden Lettischen Unabhängigkeitskrieges und des damaligen Territoriums, das von lettischen Streitkräften kontrolliert wurde, konnte die Truppe ihre Aktivitäten erst im Sommer 1919 beginnen, nachdem die lettische Armee und ihre Verbündeten große Teile des Landes von der Roten Armee und der westrussischen Freiwilligenarmee befreit hatten. Angesichts des Mangels an qualifiziertem Personal wurde im selben Jahr die Polizeischule der Rigaer Präfektur eröffnet.

## Kennzeichnungspflicht
Die Polizisten tragen im Rahmen der Kennzeichnungspflicht ein Namensschild sichtbar an der Vorderseite ihrer Uniform. Das Namensschild ist 10–15 cm lang und 2 cm hoch. Ausnahmen von der Pflicht zum dauerhaften Tragen einer Uniform und dem Namensschild können von der Leitung der Polizeibehörde festgelegt werden.

## Aktuelle Situation

### Auftrag
Die Staatspolizei Lettlands hat folgende Aufgaben:
- Gewährleistung der persönlichen und öffentlichen Ordnung und Sicherheit;
- Prävention von Verbrechen, Straftaten und sonstiger Rechtsverletzungen;
- Verfolgung von Straftaten jeglicher Art, einschließlich der damit im Zusammenhang stehenden strafrechtlichen Ermittlungen;
- Schutz von Bevölkerung und Organisationen bei der Wahrnehmung ihrer Rechte sowie die Erfüllung von Aufgaben, die durch die Gesetzgebung der Republik Lettland definiert sind;
- Anwendung und Durchführung staatlicher Exekutive einschließlich Strafvollzug gemäß der dazu erlassenen Gesetze, Erlasse und Befugnissen.

### Gliederung und Organisationsstruktur
In allgemeinen Verwaltungsaufgaben ist die Polizei dem Leiter der Staatspolizei (derzeit Oberst Armands Ruks) direkt unterstellt. 
Die Staatspolizei gliedert sich wie folgt: 
- Zentrale Führung und Verwaltung
- Zentralführung Kriminalpolizei
- Zentralbüro öffentliche Ordnung
- Personalführung / Management
- Zentralstelle Verkehr – und Transportwesen
- Presse- und Öffentlichkeitsarbeit
- Finanzverwaltung
- Amt für Forensik
- Büro Inneren Sicherheit
- Abteilung Interne Revision

## Ausrüstung

### Handwaffen
Genauere Angabe bezüglich der Bewaffnung liegen nicht vor. Die nachfolgende Tabelle enthält jedoch frei verfügbare Daten des Innenressorts. Einig der hier aufgeführten Waffen werden auch vom Grenzschutze und durch die Geheimdienste genutzt.
| Model              | Type                 | Hersteller           | Bemerkung            |
| ------------------ | -------------------- | -------------------- | -------------------- |
| Glock 17           | Selbstladewaffe      |                      | Standardvariante     |
| Glock 19           | Selbstladewaffe      |                      | Standardvariante     |
| Glock 26           | Selbstladewaffe      |                      | Standardvariante     |
| Walther P99        | Selbstladewaffe      |                      | Einsatzverband OMEGA |
| Heckler & Koch MP5 | Maschinenpistole     |                      | Einsatzverband OMEGA |
| Heckler & Koch UMP | Maschinenpistole     |                      |                      |
| Heckler & Koch G36 | Sturmgewehr          | Einsatzverband OMEGA |                      |
| AXMC               | Scharfschützengewehr |                      |                      |
| Heckler & Koch G28 | Scharfschützengewehr |                      |                      |

### Fahrzeuge

Design Polizei-Kfz alt und neue Ausführung
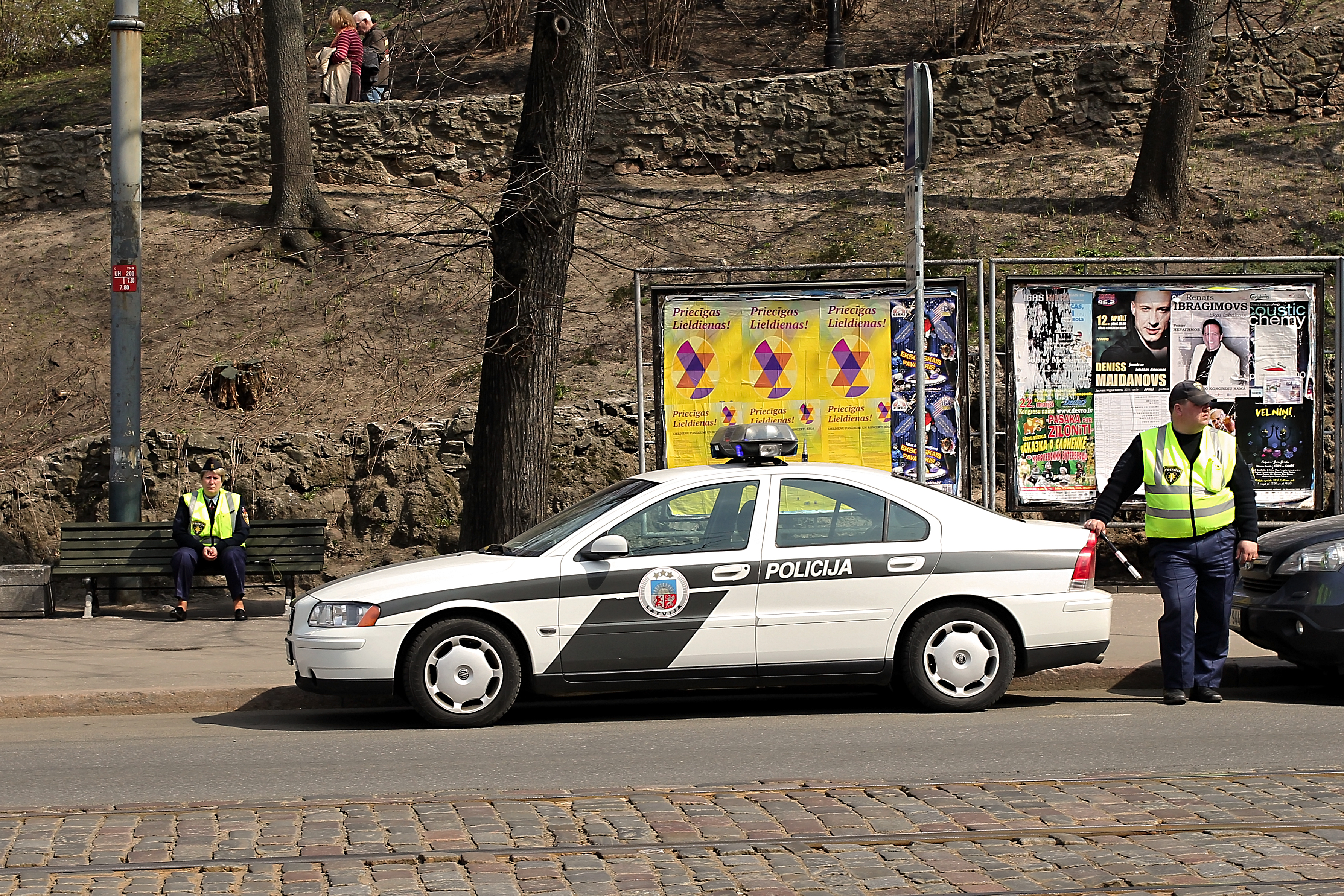
A Volvo S60 Streifenwagen Ausführung 1991 und Polizeibeamte in Riga, 2011
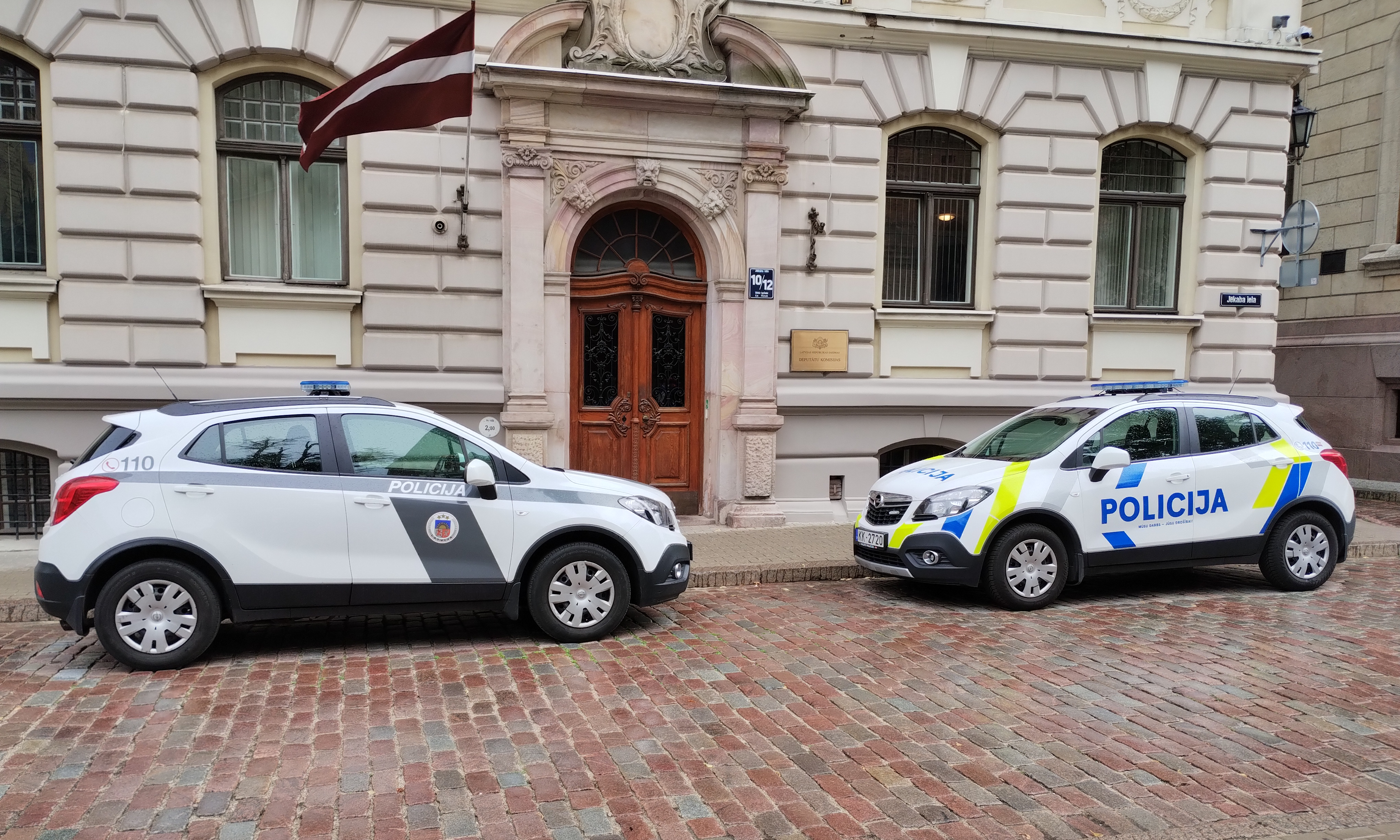
Polizei-Kfz Opel Mokka in alten Design (links) und Neugestaltung 2023

In den vergangenen Jahren ersetzte die lettische Polizei ihren Kfz-Fuhrpark durch folgende Fahrzeugtypen:
- Renault Trafic und Renault Kangoo
- Škoda Octavia und Škoda Superb
- Opel Mokka und Opel Insignia
- Volkswagen Amarok
- Yamaha FJR1300
- Subaru Forester
- Citroen Jumpy

AnmerkungFür bestimmte Aufgaben sind einige Pkw der Marke Škoda nicht als Polizeifahrzeuge kenntlich.

## Dienstgrade und Rangabzeichen

### Offiziere
|                   |                                         |                                        |                                                       |                                    |                                           |                                                  |                                          |                                            |
| Spitzenverwendung | Höherer Dienst                          | Höherer Dienst                         | Höherer Dienst                                        | Gehobener Dienst                   | Gehobener Dienst                          | Gehobener Dienst                                 | Gehobener Dienst                         |                                            |
|                   |                                         |                                        |                                                       |                                    |                                           |                                                  |                                          |                                            |
|                   | Policijas ģenerālis General der Polizei | Policijas pulkvedis Oberst der Polizei | Policijas pulkvežleitnants Oberstleutnant der Polizei | Policijas majors Major der Polizei | Policijas kapteinis Hauptmann der Polizei | Policijas virsleitnants Oberleutnant der Polizei | Policijas leitnants Leutnant der Polizei | Policijas kursants Student / in Ausbildung |
| NATO              | OF-6                                    | OF-5                                   | OF-4                                                  | OF-3                               | OF-2                                      | OF-1a                                            | OF-1b                                    | OF-D                                       |

### Unteroffiziere und Mannschaften
|                  |                                                         |                                                  |                                         |                                         |                                        |
| Mittlerer Dienst | Mittlerer Dienst                                        | Mittlerer Dienst                                 | Einfacher Dienst                        | Einfacher Dienst                        |                                        |
|                  |                                                         |                                                  |                                         |                                         |                                        |
|                  | Virsnieka vietnieks Offizier-Stellvertreter der Polizei | Policijas virsseržants Ober-Sergeant der Polizei | Policijas seržants Sergeant der Polizei | Policijas kaprālis Korporal der Polizei | Policijas ierindnieks Polizei-Anwärter |
| NATO             | OR-7                                                    | OR-6                                             | OR-5                                    | OR-4                                    | OR-2                                   |